# Леон (Кот-д’Армор)
Лео́н (фр. Léhon, брет. Lehon, галло Léon) — ассоциированная коммуна во Франции, находится в регионе Бретань. Департамент — Кот-д’Армор. Входит в состав кантона Динан. Округ коммуны — Динан.
1 января 2018 года вошла в состав коммуны Динан.
Код INSEE коммуны — 22123.

## География
Коммуна расположена приблизительно в 330 км к западу от Парижа, в 50 км северо-западнее Ренна, в 55 км к востоку от Сен-Бриё.
Вдоль восточной границы коммуны протекает река Ранс.

## Население
Население коммуны на 2008 год составляло 2937 человек.
| 1962 | 1968 | 1975 | 1982 | 1990 | 1999 | 2008 |
| ---- | ---- | ---- | ---- | ---- | ---- | ---- |
| 1848 | 2415 | 2636 | 2939 | 3001 | 3103 | 2937 |

## Администрация
| Период | Период | Фамилия      | Партия        | Примечания                                          |
| ------ | ------ | ------------ | ------------- | --------------------------------------------------- |
| 1944   | 1954   | Франсуа Вьо  |               |                                                     |
| 1954   | 1954   | Эрнест Люка  |               |                                                     |
| 1954   | 1957   | Оливье Бриан |               |                                                     |
| 1957   | 1959   | Эрнест Люка  |               |                                                     |
| 1959   | 2001   | Жорж Эрве    |               |                                                     |
| 2001   | 2014   | Лео Карабьё  |               |                                                     |
| 2014   |        | Рене Дегран  | Республиканцы | член Совета департамента; с 2018 года - мэр-делегат |

## Экономика
В 2007 году среди 1893 человек в трудоспособном возрасте (15—64 лет) 1298 были экономически активными, 595 — неактивными (показатель активности — 68,6 %, в 1999 году было 62,2 %). Из 1298 активных работали 1163 человека (608 мужчин и 555 женщин), безработных было 135 (59 мужчин и 76 женщин). Среди 595 неактивных 151 человек были учениками или студентами, 224 — пенсионерами, 220 были неактивными по другим причинам.

## Достопримечательности
- Аббатство Св. Маглуара (XII век). Исторический памятник с 1875 года[3]
- Руины замка Леон (XIII век). Исторический памятник с 2004 года[4]
- Придорожный крест «Св. Дух» (XIV век). Исторический памятник с 1907 года[5]

## Фотогалерея

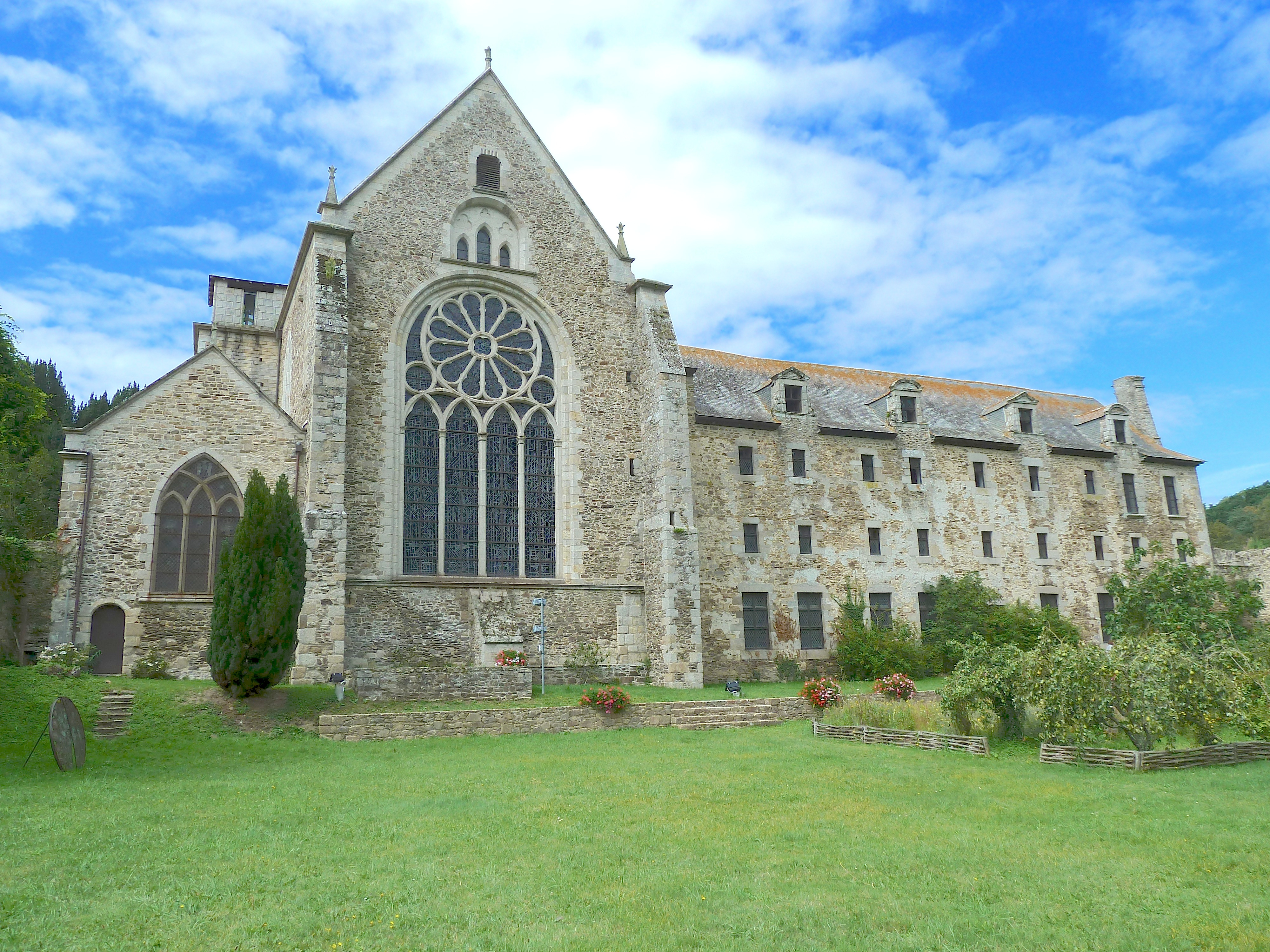
Аббатство Св. Маглуара
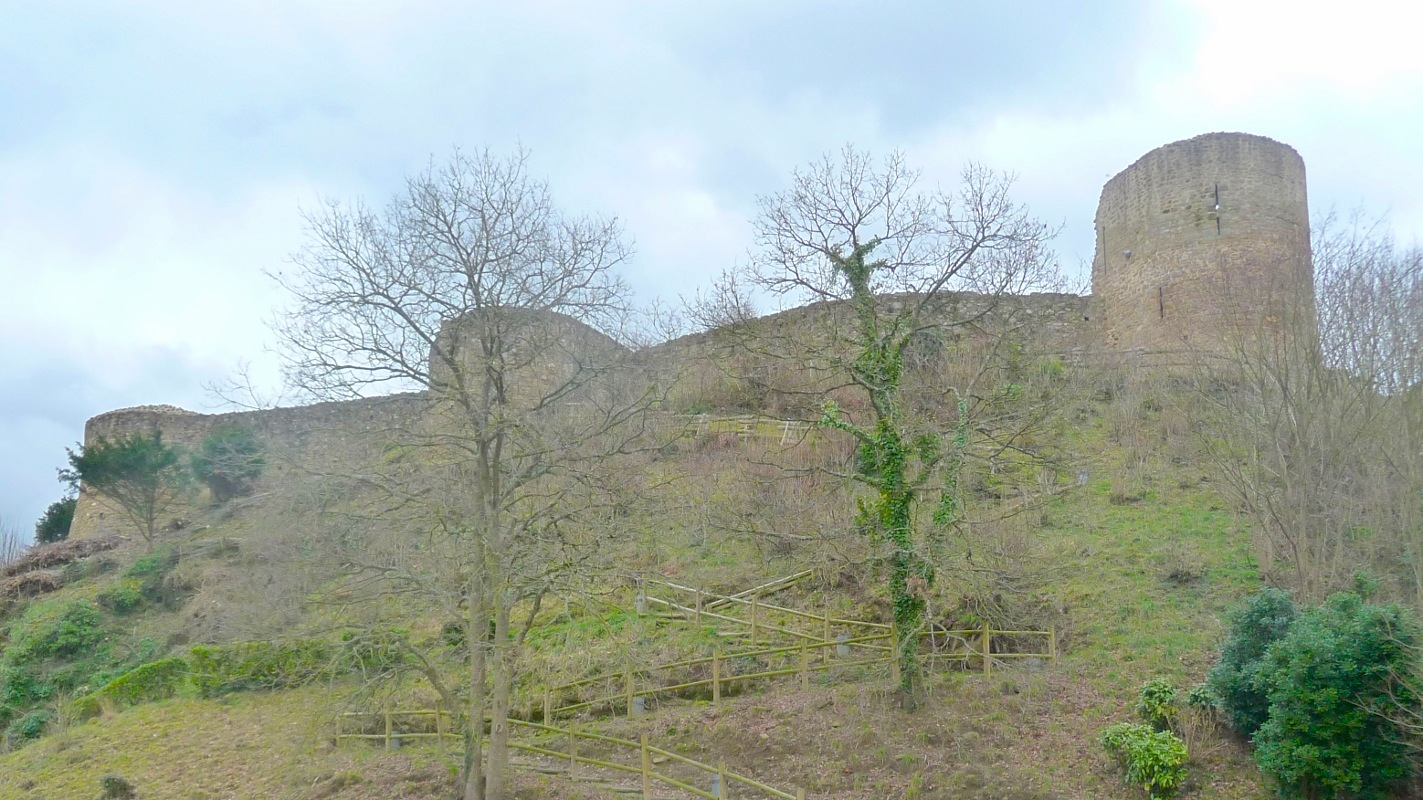
Замок Леон
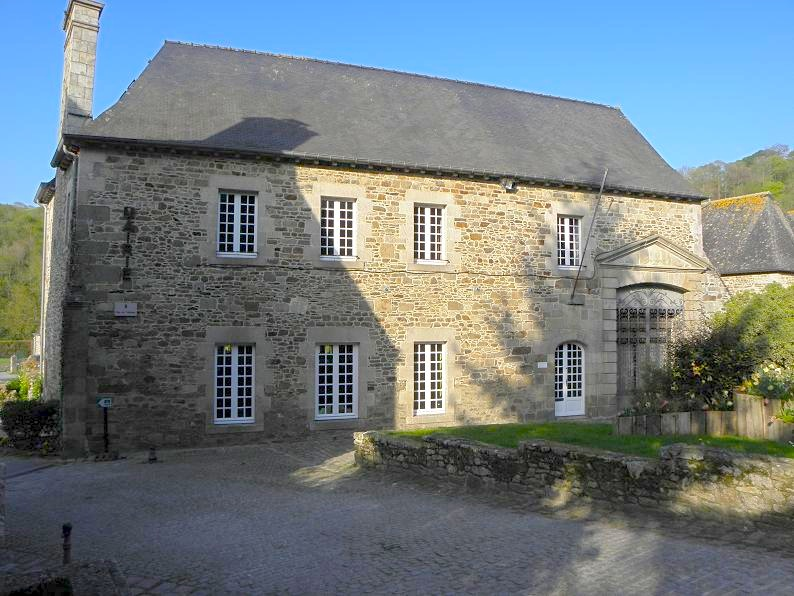
Мэрия
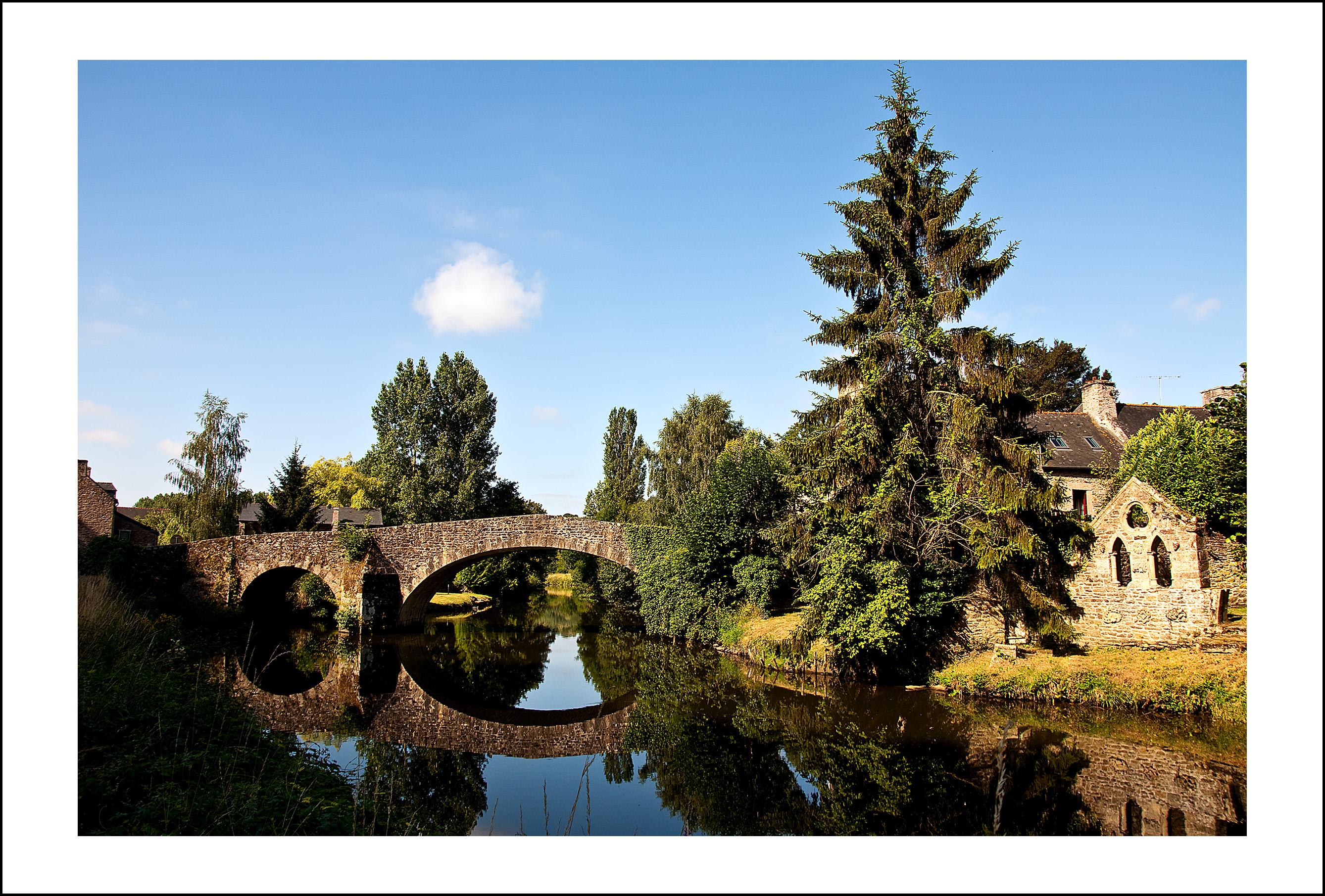
Мост
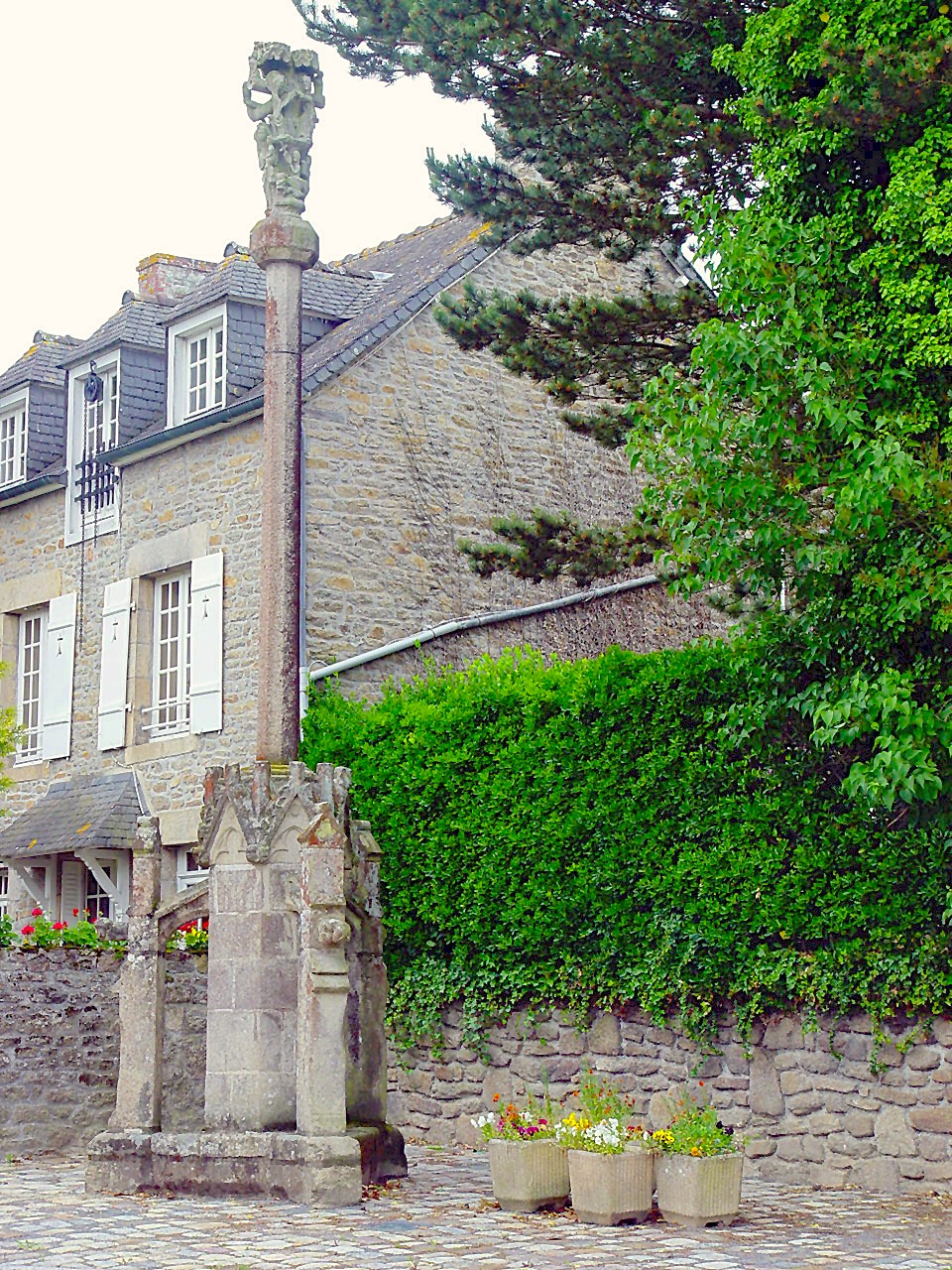
Придорожный крест «Св. Дух»
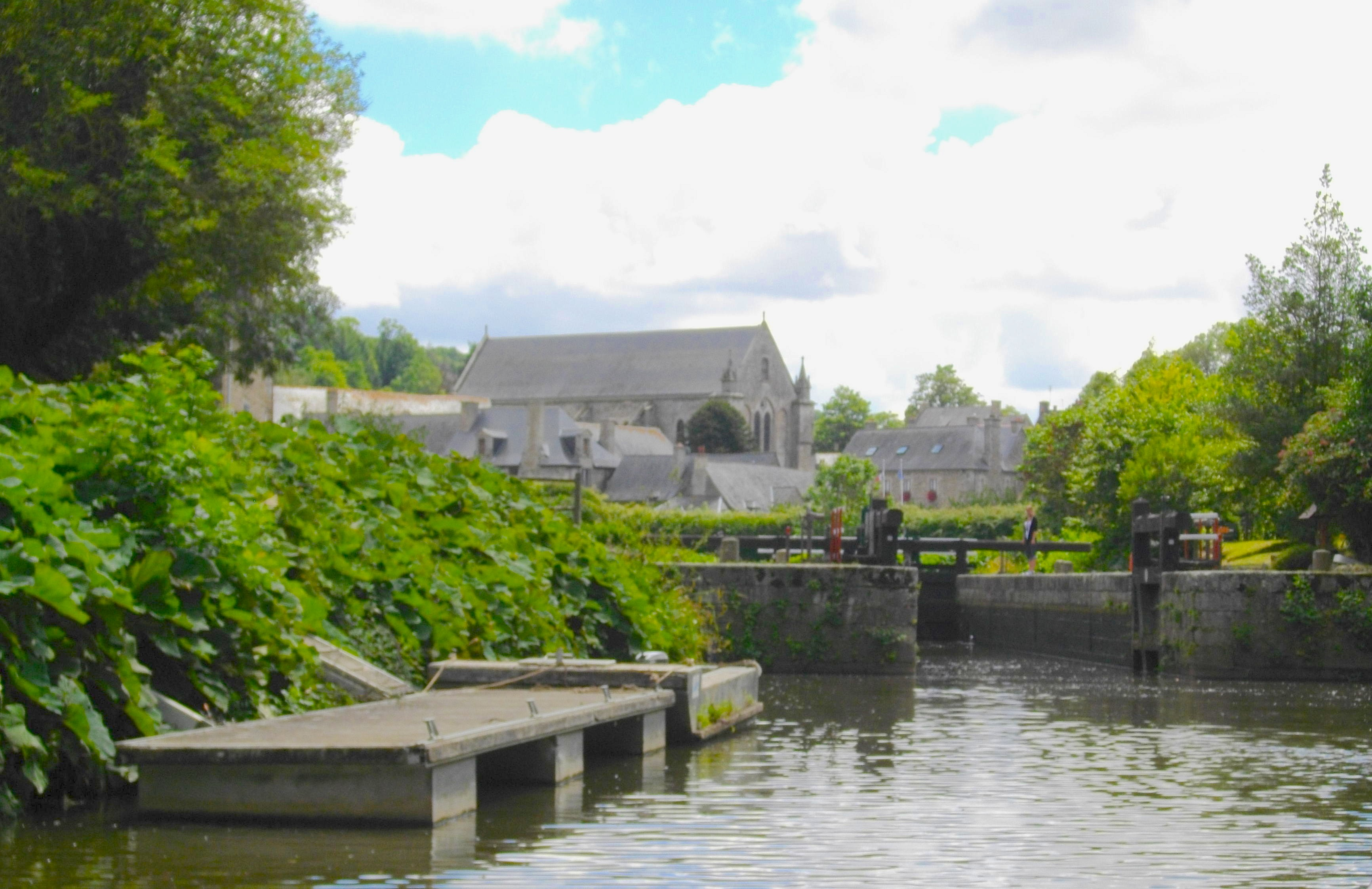